# Isomorphisme (théorie des catégories)
La théorie des catégories est une théorie unificatrice des Mathématiques, où il existe de nombreux types d'isomorphismes. Ici, le concept d'isomorphisme est un concept général applicable à de nombreuses branches des mathématiques abstraites.

## Définition

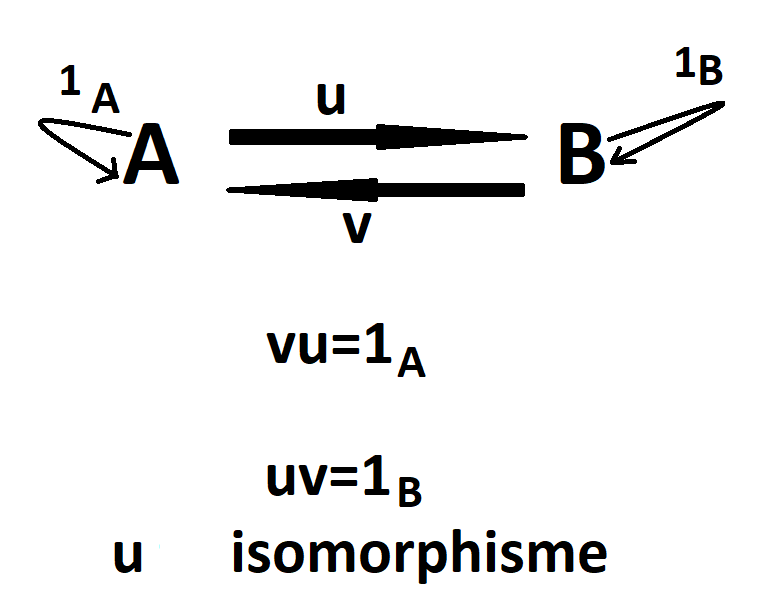
isomorphisme de catégorie

Soit {\displaystyle A} et {\displaystyle B} deux objets d'une catégorie {\displaystyle {\mathcal {C}}}. Une flèche {\displaystyle u:A\rightarrow B} est dite un isomorphisme (dans la catégorie {\displaystyle {\mathcal {C}}} ) s'il existe une flèche {\displaystyle v:B\rightarrow A} telle que l'on ait à la fois :
où {\displaystyle 1_{A}} et {\displaystyle 1_{B}} désignent les flèches unités de {\displaystyle A} et de {\displaystyle B}.

## Remarques
- Cette flèche {\displaystyle v} notée {\displaystyle u^{-1}} est aussi un isomorphisme qui est dit inverse ou réciproque de u.
- On a évidemment{\displaystyle (u^{-1})^{-1}=u}
- Toute flèche unité est un isomorphisme et on a {\displaystyle (1_{A})^{-1}=1_{A}}; la composée uv de deux isomorphismes est un isomorphisme tel que {\displaystyle (uv)^{-1}=v^{-1}.u^{-1}}
- Tout isomorphisme est un monomorphisme et un épimorphisme.
- Soit F un foncteur d'une catégorie {\displaystyle {\mathcal {A}}} dans une catégorie {\displaystyle {\mathcal {B}}}. Si u est un isomorphisme de {\displaystyle {\mathcal {A}}}, la flèche F(u) est un isomorphisme de {\displaystyle B} tel que {\displaystyle (F(u))^{-1}=F(u^{-1})}.

## Exemples
- Dans la catégorie des ensembles, les isomorphismes sont les bijections.
- Dans la catégorie des groupes, les isomorphismes sont les isomorphismes de groupes au sens habituel, c'est-à-dire les homomorphismes bijectifs. Il faut rappeler qu'un groupe n'est pas la donnée d'un seul ensemble {\displaystyle E} mais d'un couple {\displaystyle A=(E,\times )} où {\displaystyle \times } désigne une loi de composition interne sur {\displaystyle E} satisfaisant certains axiomes. Il sera donc prudent , pour désigner l'ensemble sous-jacent au groupe {\displaystyle A}, d'employer une autre notation que A, par exemple {\displaystyle \left\vert A\right\vert }. De même, si on se donne un morphisme de groupes, c'est-à-dire une flèche {\displaystyle f:A\rightarrow B} de la catégorie des groupes, il conviendra de la distinguer de l'application sous-jacente {\displaystyle \left\vert f\right\vert :\left\vert A\right\vert \rightarrow \left\vert B\right\vert }, qui est une flèche de la catégorie des ensembles. Dans le "langage catégorique", on dirait qu'un morphisme de groupes {\displaystyle f:A\rightarrow B} est un isomorphisme si, et seulement si {\displaystyle \left\vert f\right\vert :\left\vert A\right\vert \rightarrow \left\vert B\right\vert } est un isomorphisme de la catégorie des ensembles[1].
- Dans la catégorie des espaces topologiques, les isomorphismes sont les homéomorphismes.
- Dans une catégorie {\displaystyle {\bar {E}}} associée à un ensemble préordonné {\displaystyle E}, dire qu'une flèche {\displaystyle x\rightarrow y} est un isomorphisme revient à dire que les éléments {\displaystyle x} et {\displaystyle y} de {\displaystyle E} sont tels que l'on ait à la fois {\displaystyle x\preccurlyeq y} et {\displaystyle y\preccurlyeq x}.

## Bimorphisme
Une flèche qui est à la fois un monomorphisme et un épimorphisme est dite un bimorphisme. En particulier, tout isomorphisme est un bimorphisme. Il existe des exemples importants de catégories (catégorie des ensembles, catégories abéliennes) dans lesquelles tout bimorphisme est un isomorphisme, mais il existe aussi des catégories dans lesquelles un bimorphisme n'est pas en général un isomorphisme.

## références
1. 1 2 3  Georges Poitou et Paul Jaffard, Introduction aux catégories et aux problèmes universels, Paris, Ediscience, 1971, p. 13, 15, 18